# Константин I Фугер фон Кирхберг и Вайсенхорн
Константин I Фугер фон Кирхберг-Вайсенхорн (на немски: ; Konstantin I Fugger von Kirchberg-Weissenhorn, Freiherr zu Zinnenberg; * 14 юни 1569; † 4 май 1627 в Ландсхут) е фрайхер от род Фугер фон Кирхберг-Вайсенхорн, господар на Циненберг (1575 – 1627), вицедом на Ландсхут.
Той е син на търговеца, библиофил и хуманист фрайхер Йохан Якоб Фугер фон Кирхберг и Вайсенхорн (1516 – 1575), кмет на Аугсбург, и втората му съпруга Сидония фон Колау-Ватцлер († 19 август 1573), дъщеря на Георг фон Колаус-Ватцлер и Пракседис фон Нойхауз.
Брат е на Алексиус (1562 – 1623), господар на Аделсхофен, Албрехт (1565 – 1624), Йоахим (1569 – 1627), господар на Тауфкирхен, Алтенердинг, Траян (1571 – 1609), господар на Унтерзулментинген, и Матиас (1572 – 1603). Полубрат е на Зигмунд (1542 – 1600), епископ на Регенсбург (1598 – 1600), и Северин (1551 – 1601), господар на Швабмюнхен.
След смъртта на Константин през 1627 г. на 57 години родът Фуггер се разделя на три линии, които съществуват до 1738 г.

## Фамилия
Константин I Фугер фон Кирхберг-Вайсенхорн се жени 1597 г. за фрайин Анна Мария Мюнх фон Мюнххаузен (* ок. 1570, погребана в Глон), вдовица на фрайхер Ханс Вармунд фон Пинценау, и дъщеря на фрайхер Клеменс Мюнх фон Мюнххаузен и Анна Катарина фон Перванг. Те имат девет деца:
- Клеменс (*/† 14 ноември 1600)
- Франц Бено (1603 – 1652), граф, женен 1627 г. за фрайин Енгелбурга фон Френкинг († 1658); имат 11 деца
- Константин II (* 1604; † сл. 28 юли 1695), граф, женен I. 1629 г. за фрайин Анна Елизабет фон Алтен- и Нойен-Фраунхофен († 1648), II. пр. 1650 г. за Мария Елизабет фон и цу Бодман († сл. 28 юли 1695); от първия брак има 11 деца
- Фердинанд (* 4 април 1606; † 9 февруари 1631,	Мюнхен), граф
- Йохан Якоб (1607 – 1608)
- Йохан Фридрих (* 14 октомври 1609; † 5 ноември 1669, Циненберг), граф, женен I. 1633 г. за фрайин Мария Якобея фон Гумпенберг († 1639), II. на 7 април 1640 г. в Мюнхен за фрайин Мария Фелицитас фон Пранк († 15 юни 1663) и те имат пет деца
- Катарина Сидония (1610 – 1629/1642), омъжена за граф фон Порция
- Мария Максимилиана (* 5 август 1611)
- Клара Анна (* 13 октомври 1614; † 1642/1661), омъжена за фрайхер Йохан Франц фон Фраунхофен